# Arroyo Laureles Chico
El arroyo Laureles Chico es un curso de agua uruguayo que atraviesa el departamento de  Salto perteneciente a la cuenca hidrográfica del Río de la Plata.
Nace en la Cuchilla del Daymán y desemboca en el arroyo Laureles Grande.